# Моделіст
Журнал «МОДЕЛІСТ» — український науково—технічний журнал, присвячений темі радіокерованих моделей. Видається з липня 2005 року.

## Загальна інформація
Інформація журналу адресована тим, хто займається технічною творчістю, зокрема, радіокерованими моделями.
В статтях журналу описуються конструкції та принципи дії мікродвигунів, моделей літаків, гелікоптерів, суден, автомобілів, систем дистанційного радіокерування. Рівень матеріалів журналу «МОДЕЛІСТ» розрахований на моделістів початківців, юних аматорів технічної творчості, а також досвідчених моделістів—спортсменів. Креслення та схеми, що публікуються в журналі, надають читачам можливість самостійно виготовляти моделі, та розвивати свої технічні здібності.

## Історія
Традиційно в Україні, ще за часів СРСР, технічне моделювання було дуже популярне захоплення. Українські моделісти регулярно брали участь в міжнародних змаганнях, та часто посягали призові місця. Моделі, двигуни, технічні приладдя, виготовлені українськими майстрами популярні серед моделістів багатьох країн світу.
Єдиним виданням в СРСР, що друкував матеріали по темі моделізму, був журнал «Моделист—конструктор». В Україні, в другій половині 90—х років, активний моделіст із Миколаєва, Віктор Ходєєв, випустив тираж «самвидавницького» журналу «Пилот». Позитивні відгуки колег підтвердили потребу в подібному виданні. Згодом, у 2005 році було випущено перший номер науково—технічного журналу «МОДЕЛІСТ», присвяченого темі радіокерованих моделей. Завдячуючи технічній та матеріальній допомозі колег моделістів, засновник та редактор нового журналу Віктор Ходеев, почав регулярний випуск видання (6 номерів на рік).
Журнал «МОДЕЛІСТ» став першим, та єдиним виданням в Україні і на пострадянському просторі, яке було повністю присвячене темі радіокерованих моделей. Більша частина матеріалів журналу висвітлює тему авіамоделізму.
З метою збільшення кола читачів журнал видавався російською мовою. Деякі авторські матеріали публікувались українською. Журнал розповсюджувався через передплату та спеціалізовані магазини модельної техніки.
З 2015 року журнал тимчасово не видається.

## Рубрики журналу
Окрім різноманітних статей, в журналі є постійні рубрики:
- Новини змагань
- Документація копіїстам (публікується креслення та опис прототипу літака, автомобіля для виготовлення моделі копії)
- Поради моделісту
- Портрет моделіста (короткий матеріал про активних моделістів, спортсменів)
- Історія моделізму
- В кожному номері публікується креслення з описом для виготовлення моделі.

## Значення
Журнал відіграє важливе значення в популяризації технічної творчості та розвитку спортивного моделізму в Україні. Багато аматорів захопилися радіокерованими моделями завдячуючи знайомству з журналом. В роботі технічних гуртків центрів науково-технічної творчості учнівської молоді, журнал є важливим джерелом інформації. Журнал також мав  читачів поза межами України: в Канаді, США, Ізраїлі, Литві, Білорусі, Росії.